# Поцілунок перед смертю (фільм)
Поцілунок перед смертю (англ. A Kiss Before Dying) — американський еротичний трилер 1991 року режисера Джеймса Дірдена, заснований на однойменному романі Айри Левіна 1953 року, який отримав премію Едгара По 1954 року за найкращий перший роман. У драмі задіяні Метт Діллон, Шон Янґ, Макс фон Сюдов та Даян Ледд. Історія була раніше екранізована під тією ж назвою в 1956 році.

## Сюжет
Молода людина, Джонатан, дізнається, що його дівчина, Дороті (Шон Янг), перебуває у поганих стосунках з батьком Тором Карлссоном (Макс фон Сюдов), дуже багатою та впливовою людиною в Нью-Йорку, і спадщина їй не світить. Наречений розчарований перспективою прожити життя у злиднях і чинить холоднокровне вбивство вагітної дівчини, щоб потім зайнятися її сестрою.
Тор та його дочка Еллен (яку також грає Шон Янг), близнюк Дороті, вражені, дізнавшись, що Дороті була вагітна, і читають її передсмертну записку, відправлену поштою в день її смерті. Еллен не може повірити, що її сестра наклала на себе руки. Еллен розслідує смерть Дороті разом із детективом Деном Кореллі (Джеймс Руссо). Еллен вирушає до університетського містечка. Еллен знаходить колишнього хлопця Дороті Томмі Руссела (Бен Браудер), який мав показати фотографію хлопця, з яким зустрічалася Дороті. Щоб правда не розкрилася, Джонатан вбиває Томмі, а Еллен залишається переконаною, що Томмі вбив Дороті.
Еллен повертається додому до Нью-Йорка, і приїжджає її хлопець — Джонатан, який прийняв особу Джея Фарадея. Потім він вбиває Патрицію, оскільки вона згадала зовнішність хлопця Дороті.
У результаті Еллен дістається істини. Джонатан визнає їй, що вбив Фарадея і видавав себе за нього. Він планував одружитися з нащадком Карлссонов, але незапланована вагітність Дороті означала, що вона буде позбавлена спадщини. Джонатан готується задушити Еллен, яка тікає з дому на залізничну колію. Кинувшись у погоню, Джонатан потрапляє під поїзд Карлссона, на тому самому місці, де він у дитинстві спостерігав за поїздами.

## У ролях
- Метт Діллон — Джонатан Корлісс
- Шон Янґ — Еллен / Дороті Карлссон
- Макс фон Сюдов — Тор Карлссон
- Даян Ледд — місіс Корлісс
- Джеймс Руссо — Ден Кореллі
- Бен Браудер — Томмі Руссел
- Марта Геман — Патрісія Фаррен
- Джим Файф — Террі Дітер
- Лашель Карл — репортер
- Шейн Ріммер — комісар Маллі
- Адам Горовіц — Джей Фарадей

## Нагороди

### Золота малина
- Премія «Золота малина» за найгіршу жіночу роль — Шон Янг у ролі Еллен Карлссон, 1991 р.
- Премія «Золота малина» за найгіршу жіночу роль другого плану — Шон Янг у ролі Дороті Карлссон, 1991